# Stützbogenkreuz

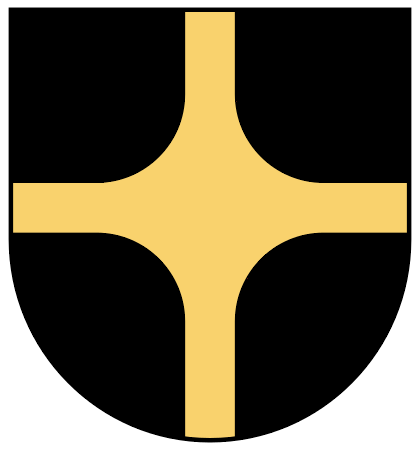
Goldenes Stützbogenkreuz in Schwarz

Das Stützbogenkreuz ist in der Heraldik ein sehr wenig verwendetes Heroldsbild.
Dargestellt wird es als Kreuz mit vier Armen, wobei jeder Arm von zwei nach innen gebogenen Viertelkreisen gebildet wird. 
Wenn dieses Kreuz ein Hochkreuz darstellt, blasoniert man es als Stützbogenhochkreuz, wie es im Wappen von Kiekebusch der Fall ist.

## Varianten
Die Grundform des Stützbogenkreuzes kann gegebenenfalls ergänzt werden durch ein mittig eingefügtes Kreuz mit geradem Balken und Pfahl. 
Zwei Vertreter dieser Form sind die Ortswappen von Hermsdorf und Kiekebusch (Schönefeld), letzteres entworfen von Frank Diemar. Beide zeigen ein Stützbogenkreuz mit  mittig eingefügtem Kreuz, welches hier symbolisch für die in der unmittelbaren Nähe dieser Orte liegenden Autobahnkreuze Hermsdorfer Kreuz und Autobahnkreuz Schönefeld steht.

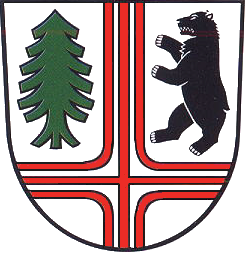
Hermsdorf
Kiekebusch (Schönefeld)